# Weslake
Weslake is een bekend Brits merk van inbouwmotoren voor motorfietsen.
Weslake Engineering, Rye Harbour. 
Harry Weslake begon al de jaren twintig carburateurs te fabriceren. Dit waren de bekende en zeer geliefde Weslake Wex Twin Diffusers. Doordat Weslake zaken deed met bekende motormerken leerde hij ook onder anderen George Brough (Brough Superior) en Joe Craig (Norton) kennen.
Begin jaren zestig breidde Weslake flink uit. Eerst ging men motoronderdelen maken, later hield Weslake zich bezig met tuning van viertaktmotoren. Op verzoek van de gebroeders Rickman ontwikkelde Weslake in de tweede helft van de jaren zestig cilinders, cilinderkoppen en zuigers voor de BSA Victor crossmotoren en de Triumph Bonneville. Begin jaren zeventig ging Weslake speedwayblokken produceren. Ook de Hesketh V 1000 had een door Weslake ontwikkelde V-twin-motor.